# Roser Park Historic District

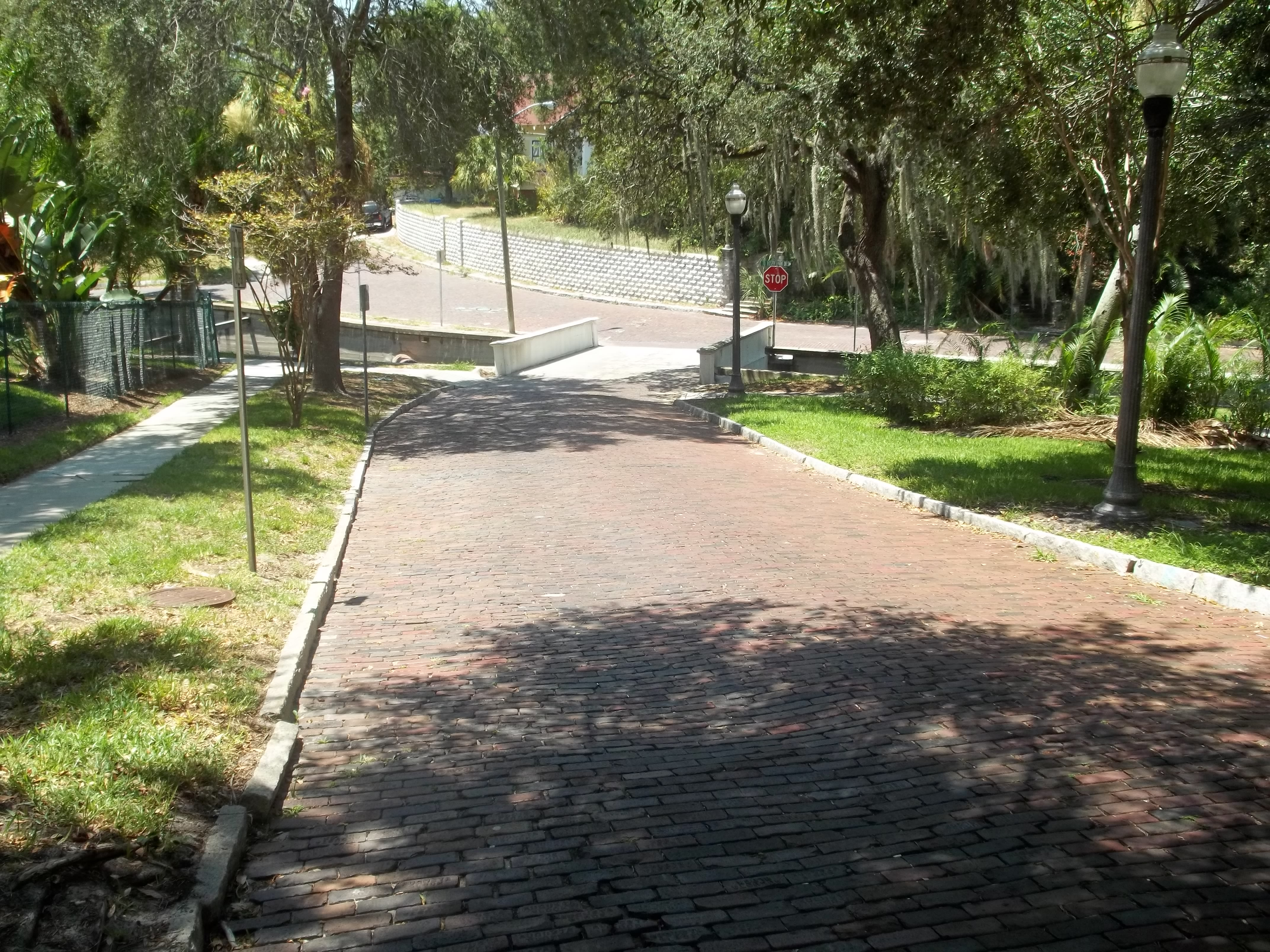

Roser Park Historic District (Distretto storico di Roser Park) è un distretto storico di Saint Petersburg in Florida negli Stati Uniti d'America designato il 1º aprile 1998.
Il distretto è circondato dalla Quinta strada e dalla Nona strada, e dalla sesta e dall'undicesima Avenue. Contiene 146 edifici storici.
Roser Park fu edificata all'inizio del XX secolo da Charles Roser.